# Alan Shalleck
Alan Shalleck (* 14. November 1929 im Westchester County, New York; † 7. Februar 2006 in Boynton Beach, Florida) war ein US-amerikanischer Drehbuchautor und Trickfilmregisseur.
Alan Shalleck begann seine Karriere nach einem Schauspielstudium an der Universität von Syracuse als Postbote bei CBS. Hier arbeitete er sich nach oben, bis er schließlich Co-Produzent verschiedener Sendungen im Kinderfernsehen wurde. Seit 1980 schrieb und dirigierte Alan Shalleck über 100 Episoden der Trickfilmserie Curious George für den Disney Channel.